# 布克贝莱尔
布克贝莱尔（法語：Bouc-Bel-Air，法語發音：[buk bɛl ɛʁ]）是法国罗讷河口省的一个市镇，位于该省东部，普罗旺斯地区艾克斯市区南部，属于普罗旺斯地区艾克斯区。

## 地理
布克贝莱尔（43°27'16"N, 5°24'52"E）面积21.75 平方千米，位于法国普罗旺斯-阿尔卑斯-蓝色海岸大区罗讷河口省，该省份为法国东南部沿海省份，北起沃克吕兹省，西接加尔省，南濒地中海，东临瓦尔省。
与布克贝莱尔接壤的市镇（或旧市镇、城区）包括：普罗旺斯地区艾克斯、卡布列斯、加尔达讷、莱佩讷米拉博、塞普泰姆莱瓦隆、锡米亚讷科隆格。

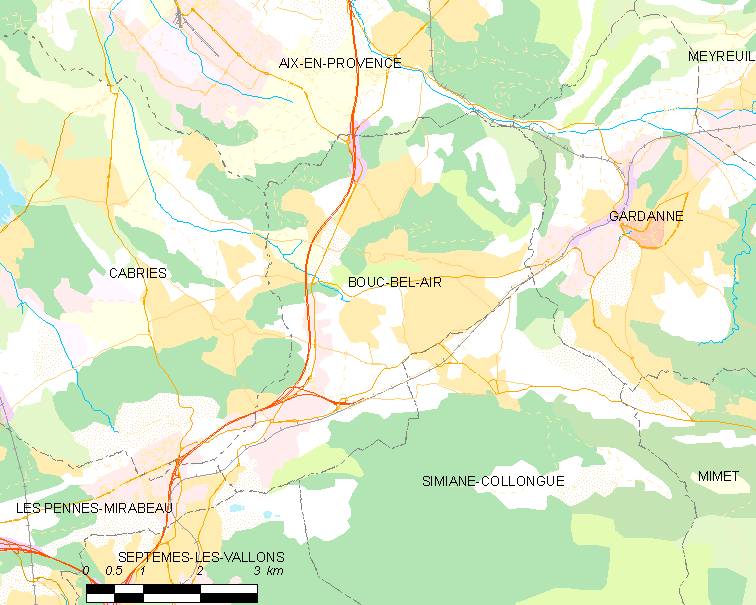
布克贝莱尔的OSM定位图

布克贝莱尔的时区为UTC+01:00、UTC+02:00（夏令时）。

## 行政
布克贝莱尔的邮政编码为13320，INSEE市镇编码为13015。

## 政治
布克贝莱尔所属的省级选区为维特罗勒县。

## 人口

1962-2008年间布克贝莱尔人口变化图示

布克贝莱尔于2022年1月1日时的人口数量为15367人。